# Иткинеевский сельсовет
Иткинеевский сельсовет — сельское поселение в Янаульском районе Башкортостана Российской Федерации.
Административный центр — село Иткинеево.

## История
Статус и границы сельского поселения установлены Законом Республики Башкортостан от 17 декабря 2004 года № 126-з «О границах, статусе и административных центрах муниципальных образований в Республике Башкортостан».

## Население
| 2002  | 2009  | 2010  | 2012  | 2013  | 2014  | 2015  |
| ----- | ----- | ----- | ----- | ----- | ----- | ----- |
| 1473  | ↗1614 | ↘1365 | ↘1326 | ↘1292 | ↘1290 | ↘1281 |
| 2016  | 2017  | 2018  |       |       |       |       |
| ↗1290 | ↘1257 | ↘1232 |       |       |       |       |

## Состав сельского поселения
| № | Населённый пункт | Тип населённого пункта       | Население |
| - | ---------------- | ---------------------------- | --------- |
| 1 | Иткинеево        | село, административный центр | ↘675      |
| 2 | Каймаша          | деревня                      | ↘224      |
| 3 | Каймашабаш       | село                         | ↘323      |
| 4 | Шудимари         | деревня                      | ↘49       |
| 5 | Янгуз-Нарат      | деревня                      | ↘94       |